# Vallensjö naturreservat
Vallensjö naturreservat är ett naturreservat i Upplands Väsby kommun i Stockholms län.
Området är naturskyddat sedan 2006 och är 16 hektar stort. Reservatet omfattar en mindre höjd med svaga sluttningar åt norr ner mot odlingsmark. Reservatet består av barrdominerad naturskog.
Marken ägs privat och tillhör gården Vallensjö.